# Андрієвський (Зміїногорський район)
Андрі́євський (рос. Андреевский) — селище у складі Зміїногорського району Алтайського краю, Росія. Входить до складу Октябрської сільської ради.

## Населення
Населення — 2 особи (2010; 10 у 2002).
Національний склад (станом на 2002 рік):
- росіяни — 100 %